# Фелгар
Фелгар (порт. Felgar; МФА: [fɛɫ.ˈgaɾ]) — парафія в Португалії, у муніципалітеті Торре-де-Монкорву. Розташована в північно-східній частині країни, на теренах історичної португальської провінції Трансмонтана. Входить до складу округу Браганса. За адміністративним поділом, чинним до 1976 року, терени парафії були складовою провінції Трансмонтана і Верхнє Дору. Належить до Брагансько-Мірандської діоцезії Католицької церкви. Патрон — святий Михаїл. Площа — 34,4859 км². Населення — 954 ос. (2011). Слабо урбанізований регіон. Густота населення — 27,66 осіб/км²
. Код — 040907.

## Населення
| Кількість мешканців | Кількість мешканців | Кількість мешканців | Кількість мешканців | Кількість мешканців | Кількість мешканців | Кількість мешканців | Кількість мешканців | Кількість мешканців | Кількість мешканців | Кількість мешканців | Кількість мешканців | Кількість мешканців | Кількість мешканців | Кількість мешканців |
| ------------------- | ------------------- | ------------------- | ------------------- | ------------------- | ------------------- | ------------------- | ------------------- | ------------------- | ------------------- | ------------------- | ------------------- | ------------------- | ------------------- | ------------------- |
| 1864                | 1878                | 1890                | 1900                | 1911                | 1920                | 1930                | 1940                | 1950                | 1960                | 1970                | 1981                | 1991                | 2001                | 2011                |
| 1 114               | 1 150               | 1 123               | 1 185               | 1 269               | 1 190               | 1 183               | 1 358               | 1 464               | 1 971               | 1 487               | 1 447               | 1 167               | 1 100               | 954                 |